# Henry Charlton Bastian
Henry Charlton Bastian (26 de abril de 1837 en Truro, Cornualles, Inglaterra-17 de noviembre de 1915 en Chesham Bois, Buckinghamshire) fue un fisiólogo y neurólogo inglés. Miembro de la Royal Society en 1868.
Bastian se graduó en 1861 en la Universidad de Londres.
Fue un defensor de la doctrina de la generación espontánea. Él creyó que había sido testigo de la generación espontánea de los organismos de la materia no viviente que vive bajo su microscopio.

## Algunas publicaciones
- Monograph of the Anguillulidae 1865.

- The Modes of Origin of Lowest Organisms. London 1871.

- The beginnings of life: being some account of the nature, modes of origin and transformation of lower organisms, I–II. 2 v. London 1872.

- On Paralysis From Brain Disease in Its Common Forms. London 1875.

- The Brain as an Organ of Mind. London, 1880. Appleton, New York 1880.

- Paralyses, Cerebral, Bulbar and Spinal. London 1886.

- The „muscular sense“; its nature and cortical localisation. Brain, London 1888, 1–137.

- Various Forms of Hysterical and Functional Paralysis. London 1893.

- A Treatise on Aphasia and Other Speech Defects. Lewis, London 1898.

- Studies in Heterogenesis. 4-teilig. London 1901–1903. Together 1904.

- The Nature and Origin of Living Matter. London 1905.

- The Evolution of Life. Methuen, London 1907.

- The Origin of Life. London, 1911, 1913.

- On the symptomatology of total transverse lesions of the spinal cord; with special reference to the conditions of the various reflexes. Medico-Chirurgical Transactions, London 1890, 151–217.

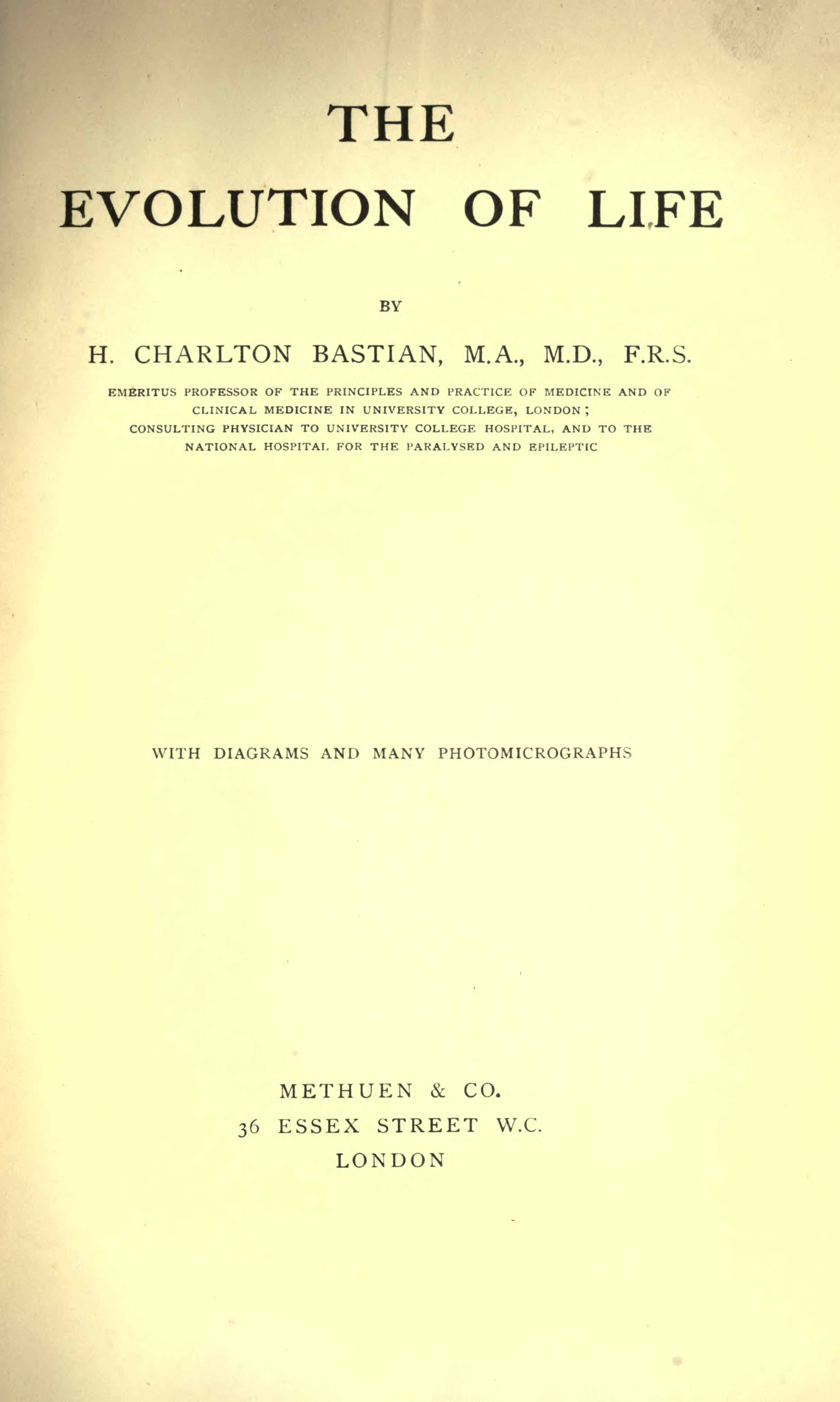
The Evolution of Life, 1907

- La abreviatura «Bastian» se emplea para indicar a Henry Charlton Bastian como autoridad en la descripción y clasificación científica de los vegetales.[1]